# Acontia chrysoproctis
Acontia chrysoproctis is een vlinder van de familie van de uilen (Noctuidae). De wetenschappelijke naam van deze soort is voor het eerst voorgesteld als Tarache chrysoproctis door George Francis Hampson in een publicatie uit 1902.
De soort komt voor in tropisch Afrika waaronder Ethiopië, Congo-Kinshasa, Namibië, Botswana, Zimbabwe en Zuid-Afrika.